# 在レバノン日本国大使館
在レバノン日本国大使館（アラビア語: سفارة اليابان في لبنان、英語: Embassy of Japan in Lebanon、フランス語: Ambassade du Japon au Liban）は、レバノンの首都ベイルートにある日本の大使館。

## 沿革
- 1937年1月、フランス委任統治領レバノンの首府ベイルートに在ベイルート日本帝国領事館が設置される[1][2]。
- 1940年6月22日、独仏休戦協定締結によりフィリップ・ペタン元帥を首班とする親独国家フランス国（ヴィシー政権）が成立して[3]、大日本帝国はフランス国を正統な政権として承認。
- 1941年2月15日、在ベイルート日本帝国領事館が閉鎖される[1]。
- 1941年7月12日、反独（英語版）を掲げる自由フランス軍のジョルジュ・カトルー（フランス語版、英語版）将軍がイギリス軍と協同してシリアとレバノンを親独のフランス国から武力で奪取する[4]。
- 1943年11月22日、フランスの委任統治領であったレバノンが独立する[5]。
- 1944年8月25日、ヴィシー政権フランス国の後ろ盾であったナチス・ドイツが連合軍の攻勢を支え切れなくなってパリを放棄する（パリの解放）[6]。
- 1944年9月9日、シャルル・ド・ゴールを首班とするフランス共和国臨時政府が成立する[7]。
- 1945年8月15日、第二次世界大戦の敗戦により大日本帝国が崩壊する[8]。
- 1952年4月28日、連合国軍の占領下にあった日本が独立する[9]。
- 1954年3月24日、日本がレバノンとの国交を樹立させるより先に在レバノン日本国公使館の開設が定められる[10]。
- 1954年11月、日本とレバノンの国交が樹立される[11]。
- 1959年3月24日、ベイルートの公使館が在レバノン日本国大使館に昇格する[12]。
- 1986年、レバノン情勢の悪化に伴い、現地職員を除く大使館員が隣国シリアの首都ダマスカスに避難する[11]。
- 1995年2月、レバノン情勢の鎮静化を踏まえて大使館員がベイルートに復帰する[13]。
- 1995年5月、約10年ぶりの本任大使として石垣泰司がベイルートに着任する[13]。
- 2012年3月21日、シリア情勢の悪化に伴い、在シリア日本国大使館臨時事務所がアンマンの在ヨルダン日本国大使館内に開設される[14]。
- 2016年7月20日、在シリア日本国大使館臨時事務所がベイルートの在レバノン日本国大使館内へ移転する[15]。

## 住所
Serail Hill Area, Army Street, Zokak El-Blat, Beirut